# France Stele (umetnostni zgodovinar)
France Stele [Francè Stelè], slovenski umetnostni zgodovinar, konservator, univerzitetni profesor, akademik * 21. februar 1886, Tunjice, † 10. avgust 1972, Ljubljana.
France Stelè je ob Izidorju Cankarju in Vojeslavu Moletu predstavnik klasičnega, pionirskega rodu slovenske umetnostne zgodovine in eden najzaslužnejših raziskovalcev slovenske umetnosti, prvi profesionalni konservator, univerzitetni profesor, likovni kritik in urednik.

## Življenje in delo
France Stelè, rojen 21. februarja 1886 v Tunjicah pri Kamniku kmetu Francetu in Jožefi Stelè (rojeni Pavlič), je ljudsko šolo obiskoval v rojstnem kraju, gimnazijo v Kranju (1898–1906). Kljub izrazitemu matematičnemu talentu se je odločil za humanistične študije, poudarjeno umetnostne zgodovine na Dunaju. Po odsluženem vojaškem roku (30. avstrijski pešpolk v Lvovu) je 1907 študiral slovanske jezike in zgodovino na dunajski Filozofski fakulteti in tam postal član Inštituta za avstrijsko zgodovinsko raziskovanje. Na umetnostno-zgodovinskem študiju, ki je bil Steletov osrednji študijski predmet, sta bila glavna učitelja  prof. Max Dvořák, ki je štel Steleta med svoje najljubše učence ter mu ostal prijatelj do smrti 1921, in Julius Schlosser. Poslušal je tudi predavanja Josipa Strzygowskega in prebiral teorije Aloisa Riegla. Leta 1911 je končal študij in se usposobil za arhivsko, bibliotečno, muzejsko in spomeniško službo. Leta 1912 je doktoriral z disertacijo o srednjeveškem stenskem slikarstvu na Kranjskem Gotsko stensko slikarstvo na Kranjskem. Istega leta je bil nastavljen kot praktikant pri dunajski Centralni komisiji za varstvo spomenikov. Sredi junija 1913 je prevzel službo deželnega konservatorja za Kranjsko. Pisarno je imel na Mestnem trgu 25 v Ljubljani. Vodil je tudi referat za koroške spomenike. Med prvo svetovno vojno je bil kmalu vpoklican in poslan na fronto. Od septembra 1914 je bil v ruskem vojnem ujetništvu, večinoma v Sibiriji. Ko se je po petih letih jeseni 1919 vrnil domov, je v Ljubljani znova prevzel vodstvo spomeniškega urada za Slovenijo. Ponovno je skrbel za spomenike in pripravil celo poseben zakon o varstvu spomenikov; jugoslovanske kraljevske oblasti ga niso sprejele. Od 1921 je honorarno predaval umetnostno zgodovino na arhitekturnem oddelku Tehniške fakultete v Ljubljani. Leta 1937 je bil imenovan za izrednega profesorja umetnostne zgodovine na Filozofski fakulteti v Ljubljani, 1942 je bil prav tam izvoljen za rednega profesorja, a je bil potrjen šele po koncu vojne. Leta 1960 se je uradno upokojil, predaval pa je še naprej na oddelku za umetnostno zgodovino. Spomeniško službo je začasno vodil tudi po tragični smrti naslednika Franceta Mesesnela (domobranci so ga brez sodbe ubili tik pred osvoboditvijo maja 1945 na Turjaku) takoj po drugi svetovni vojni.  
Kot član organizacije PEN se je maja 1935 udeležil kongresa v Barceloni. Leta 1936 je postal član Znanstvenega društva za humanistične vede v Ljubljani in Mednarodne zveze muzejev, od 1937 je bil v Mednarodnem odboru za umetnostno zgodovino (CIHA; od 1960 častni član), od 1940 redni član SAZU (kasneje tajnik njenega razreda za zgodovinske in družbene vede), od 1951 dopisni član Mednarodnega komiteja za spomenike pri UNESCO, od 1954/5 dopisni član JAZU in od 1970 SANU, od 1955 član jugoslovanske sekcije Mednarodne zveze likovnih kritikov (AICA); bil je dosmrtni član Avstrijskega zgodovinskega inštituta, častni član več slovenskih muzejskih društev in Zveze društev jugoslovanskih konservatorjev ter predsednik in nato častni predsednik Slovenskega umetnostnozgodovinskega društva. Bil je urednik več revij. Že med obema vojnama je bil aktiven član PEN kluba. Od ustanovitve leta 1948 do smrti je vodil umetnostnozgodovinsko sekcijo pri zgodovinskem inštitutu SAZU, ki je prerasel v samostojen inštitut leta 1975 in se imenuje po njem (Umetnostnozgodovinski inštitut Franceta Steleta ZRC SAZU).
Pred prvo svetovno vojno je prijateljeval z Angelo Piskernik. Poročen je bil s slovensko bibliotekarko in zgodovinarko, Melito Pivec. Imela sta sina Franceta (delal je kot fotograf) in hčer Melito (delala je kot umetnostna zgodovinarka, kustosinja v Moderni galeriji).
Po njem je imenovana najvišja nagrada za področje varstva kulturne dediščine. Steletov spomenik je v njegovem rojstnem kraju. Avtor portretne glave je Stojan Batič.

## O  njem
- Milček Komelj: France Stelè, spomini nanj, na njegovo delo in učence (uvodno besedilo Mija Oter Gorenčič), Slovenska matica, 2025

## Odlikovanja in priznanja
- zlati doktorat dunajske univerze (1962)
- Prešernova nagrada za življenjsko delo (1966)
- red zaslug za ljudstvo (narod) z zlato zvezdo (1966)
- častni doktorat ljubljanske univerze (1969)
- red zaslug za ljudstvo z zlatim vencem (1969)
- Herderjeva nagrada (1969)
- častni občan občine Kamnik (1971)